# Келлах Киллалский
Келлах (VI век) — епископ в Киллала, святой (день памяти — 1 мая).
Святой Келлах (Ceallach, Kellach) или Цельс (Celsus) был сыном короля Коннахта Эогана Бела. Его наставником был святой Киаран из Клонмакнойса. Он стал епископом в Киллала (Ирландия), но окончил свою жизнь затворником и, быть может, мучеником. Согласно преданиям, Келлах был убит по приказу коннахтского короля Гуайре Айдне.